# Halfvingergekko's
Halfvingergekko's (Hemidactylus) zijn een geslacht van hagedissen die behoren tot de gekko's (Gekkota) en de familie Gekkonidae.

## Naam en indeling
Veel soorten worden wel huisgekko genoemd omdat ze menselijke bebouwing niet uit de weg gaan en veel voorkomen in stedelijke gebieden. Sommige soorten behoren hierdoor tot de wat bekendere hagedissen, zoals de Europese tjitjak en de huisgekko.
De wetenschappelijke naam van de groep werd voor het eerst voorgesteld door John Edward Gray in 1825. Het geslacht Hemidactylus is steeds aan verandering onderhevig geweest zodat er verwarring kan ontstaan over een aantal soorten. De soort Hemidactylus albofasciatus bijvoorbeeld behoorde lange tijd tot het geslacht Teratolepis, dat tegenwoordig niet meer wordt erkend. De vroegere soort Teratolepis fasciata werd ook tot het geslacht Hemidactylus toegewezen maar dit geslacht had al een soort met de naam fasciatus. Daarom is de vroegere soort Teratolepis fasciata hernoemd naar Hemidactylus imbricatus.
Er zijn in totaal 180 soorten, waarvan een aantal pas recentelijk wetenschappelijk zijn beschreven. Elf soorten zijn pas sinds 2020 bekend, en zeven soorten zijn pas in 2021 voor het eerst wetenschappelijk beschreven. Hierdoor wordt in de literatuur vaak een lager soortenaantal opgegeven. De geslachtsnaam Hemidactylus betekent vrij vertaald 'halve vinger'.

## Uiterlijke kenmerken
Halfvingergekko's zijn kleine tot middelgrote hagedissen die door het enorme soortenaantal een grote variatie kennen in kleuren, patronen en schubbenstructuren. De lichaamslengte bedraagt ongeveer 10 tot 20 centimeter inclusief de staart. De meeste soorten zijn bruin tot grijs van kleur en hebben geen opvallende lichaamskenmerken zoals van andere gekko's bekend is. Alle soorten hebben hechtlamellen onder de tenen en vingers zodat ze zich gemakkelijk verticaal over gladde oppervlakken kunnen bewegen. De ogen zijn relatief groot en hebben een verticale pupil.
De wetenschappelijke geslachtsnaam Hemidactylus is te danken aan de relatief smalle tenen (ἡμι-, hēmi- = half-, δάκτυλος, daktulos = teen), die zeer kleine hechtgleufjes hebben.

## Levenswijze
Alle soorten zijn nachtactief en schuilen overdag in boomspleten of tegen de schors, waar de camouflage vaak zeer geschikt voor is. Omdat een aantal soorten nog algemeen voorkomt, de mens niet wordt geschuwd en de gekko's in de kleinste spleet kunnen kruipen, duiken ze op de vreemdste plaatsen op. Het licht dat 's nachts door lampen en huizen wordt verspreid lokt insecten, en trekt dus indirect gekko's aan. De gekko plakt liefst verticaal tegen de muur met de kop naar beneden; geliefde plekken zijn bijvoorbeeld achter een kast of spiegel. Huisgekko's werken enorme hoeveelheden insecten weg, zoals kakkerlakken, huiskrekels en vliegen.

## Verspreiding en habitat
De meeste halfvingergekko's hebben een vrij afgebakend verspreidingsgebied, zo komen 34 soorten endemisch voor in India. Veel soorten komen echter voor in grotere gebieden in Azië, Afrika en het Midden-Oosten. Enkele soorten komen zelfs voor tot in Europa, waar maar weinig gekko's bekend zijn. Enkele soorten, met name de tjitjak (Hemidactylus frenatus), komen wereldwijd voor; Europa, Azië, Noord- en Zuid-Amerika, Australië en Afrika. Dergelijke soorten zijn vaak door de mens geïntroduceerd, bijvoorbeeld door de wereldwijde scheepvaart of de handel in gewassen waar de dieren vervolgens in zijn meegelift en zich zo hebben verspreid. Zoals alle gekko's kunnen halfvingergekko's niet tegen lagere temperaturen en daarom komen zij binnen Europa alleen voor rond de Middellandse Zee. Omdat de hagedissen vrij eenvoudig in leven te houden zijn, is een aantal soorten populair als huisdier in een terrarium.
De habitat bestaat uit droge tropische en subtropische scrublands, rotsige omgevingen, droge savannen, droge tropische en subtropische bossen en vochtige tropische en subtropische bossen, zowel in laaglanden als in bergstreken. Ook in door de mens aangepaste streken zoals plantages, landelijke tuinen en stedelijke gebieden kan de hagedis worden gevonden.

## Beschermingsstatus
Door de internationale natuurbeschermingsorganisatie IUCN is aan 103 soorten een beschermingsstatus toegewezen. Hiervan worden 62 soorten beschouwd als 'veilig' (Least Concern of LC), 29 als 'onzeker' (Data Deficient of DD), vijf soorten als 'gevoelig' (Near Threatened of NT) en twee soorten als 'kwetsbaar' (Vulnerable of VU). Eén soort wordt gezien als 'bedreigd' (Endangered of EN) en vier soorten staan ten slotte te boek als 'ernstig bedreigd' (Critically Endangered of CR).

## Soortenlijst
Het geslacht omvat de volgende soorten, met de auteur en het verspreidingsgebied.
| Naam                                     | Auteur                                                                              | Verspreidingsgebied |
| ---------------------------------------- | ----------------------------------------------------------------------------------- | --- |
| Hemidactylus aaronbaueri                 | Giri, 2008                                                                          | India |
| Hemidactylus acanthopholis               | Mirza & Sanap, 2014                                                                 | India |
| Hemidactylus achaemenidicus              | Torki, 2019                                                                         | India |
| Hemidactylus adensis                     | Šmíd, Moravec, Kratochvíl, Nasher, Mazuch, Gvoždík & Carranza, 2015                 | Jemen |
| Hemidactylus afarensis                   | Šmíd, Mazuch, Nováková, Modry, Malonza, Abdirahman-Elmi, Carranza & Moravec, 2020   | Ethiopië, Eritrea |
| Hemidactylus agrius                      | Vanzolini, 1978                                                                     | Brazilië |
| Hemidactylus albituberculatus            | Trape, 2012                                                                         | Nigeria, Kameroen, Benin, Togo |
| Hemidactylus albivertebralis             | Trape & Böhme, 2012                                                                 | Ghana, Benin, Guinee, Ivoorkust |
| Hemidactylus albofasciatus               | Grandison & Soman, 1963                                                             | India |
| Hemidactylus albopunctatus               | Loveridge, 1947                                                                     | Somalië, Ethiopië |
| Hemidactylus alfarraji                   | Šmid, Shobrak, Wilms, Joger, & Carranza, 2016                                       | Saoedi-Arabië |
| Hemidactylus alkiyumii                   | Carranza & Arnold, 2012                                                             | Oman |
| Hemidactylus angulatus                   | Hallowell, 1854                                                                     | Benin, Burkina Faso, Niger, Soedan, Centraal-Afrikaanse Republiek, Gabon, Oeganda, Tanzania, Senegal, Nigeria, Togo, Ghana, Ivoorkust, Liberia, Sierra Leone, Guinea, Guinee-Bissau, Senegal, Mauritanië, Gambia, Kameroen, Zanzibar, Kaapverdië |
| Hemidactylus ansorgii                    | Boulenger, 1901                                                                     | Liberia, Ivoorkust, Ghana, Togo, Benin, Nigeria, Kameroen |
| Hemidactylus aporus                      | Boulenger, 1906                                                                     | Equatoriaal-Guinea (Annobón) |
| Hemidactylus aquilonius                  | McMahan & Zug, 2007                                                                 | Myanmar, China, India, Laos |
| Hemidactylus arnoldi                     | Lanza, 1978                                                                         | Somalië, mogelijk in Djibouti en Ethiopië |
| Hemidactylus asirensis                   | Šmid, Shobrak, Wilms, Joger, & Carranza, 2016                                       | Saoedi-Arabië |
| Hemidactylus awashensis                  | Šmíd, Moravec, Kratochvíl, Nasher, Mazuch, Gvoždík & Carranza, 2015                 | Ethiopië |
| Hemidactylus barbierii                   | Sindaco, Razzetti & Ziliani, 2007                                                   | Kenia |
| Hemidactylus barbouri                    | Loveridge, 1942                                                                     | Kenia, Tanzania |
| Hemidactylus barodanus                   | Boulenger, 1901                                                                     | Ethiopië, Somalië, Soedan |
| Hemidactylus bavazzanoi                  | Lanza, 1978                                                                         | Somalië, Ethiopië, Kenia |
| Hemidactylus bayonii                     | Bocage, 1893                                                                        | Angola |
| Hemidactylus benguellensis               | Bocage, 1893                                                                        | Angola, Namibia |
| Hemidactylus beninensis                  | Bauer, Tchibozo, Pauwels & Lenglet, 2006                                            | Benin, mogelijk in Nigeria |
| Hemidactylus biokoensis                  | Wagner, Leaché & Fujita, 2014                                                       | Equatoriaal-Guinea |
| Hemidactylus boavistensis                | Boulenger, 1906                                                                     | Kaapverdië |
| Hemidactylus bouvieri                    | Bocourt, 1870                                                                       | Kaapverdië |
| Hemidactylus bowringii                   | Gray, 1845                                                                          | China, Taiwan, Hongkong, Vietnam, Myanmar, Nepal, Bhutan, Japan |
| Hemidactylus brasilianus                 | Amaral, 1935                                                                        | Brazilië |
| Brooks tjitjak (Hemidactylus brookii)    | Gray, 1845                                                                          | Mauritanië, Senegal, Togo, Kaapverdië, Tanzania, Gambia, Congo-Kinshasa, Ghana, Eritrea, Ethiopië, Mali, Centraal-Afrikaanse Republiek, Ivoorkust, Kameroen, Soedan, Comoren, Thailand, Maldiven, Maleisië, Hongkong, Filipijnen, Sri Lanka, Myanmar, Pakistan, Bangladesh, Nepal, Indonesië, Mascarenen, Seychellen, Mexico, Honduras, Haïti, Antillen, Cuba, Hispaniola, Puerto Rico, Port-au-Prince, Trinidad, Colombia |
| Hemidactylus chikhaldaraensis            | Agarwal, Bauer, Giri, & Khandekar, 2019                                             | India |
| Hemidactylus chipkali                    | Mirza & Raju, 2017                                                                  | India |
| Hemidactylus citernii                    | Boulenger, 1912                                                                     | Somalië |
| Hemidactylus coalescens                  | Wagner, Leaché & Fujita, 2014                                                       | Kameroen, Gabon, Congo-Brazzaville |
| Hemidactylus craspedotus                 | Mocquard, 1890                                                                      | Maleisië, Thailand, Indonesië, Singapore |
| Hemidactylus curlei                      | Parker, 1942                                                                        | Somalië, Ethiopië |
| Hemidactylus dawudazraqi                 | Moravec, Kratochvíl, Amr, Jandzik, Šmíd & Gvoždík, 2011                             | Jordanië Syrië |
| Hemidactylus depressus                   | Gray, 1842                                                                          | Sri Lanka |
| Hemidactylus dracaenacolus               | Rösler & Wranik, 1999                                                               | Jemen |
| Hemidactylus echinus                     | O'Shaughnessy, 1875                                                                 | Congo-Kinshasa, Kameroen, Gabon, mogelijk in Centraal-Afrikaanse Republiek |
| Hemidactylus endophis                    | Carranza & Arnold, 2012                                                             | Oman |
| Hemidactylus eniangii                    | Wagner, Leaché & Fujita, 2014                                                       | Nigeria, Kameroen |
| Hemidactylus fasciatus                   | Gray, 1842                                                                          | Guinea, Liberia, Ivoorkust, Ghana, Togo |
| Hemidactylus festivus                    | Carranza & Arnold, 2012                                                             | Oman, Jemen |
| Hemidactylus flavicauda                  | Lajmi, Giri, Singh, & Agarwal, 2020                                                 | India |
| Hemidactylus flaviviridis                | Rüppell, 1835                                                                       | Egypte, Sinaï, Koeweit, Saoedi-Arabië, Verenigde Arabische Emiraten, Qatar, Oman, Irak, Iran, Afghanistan, Nepal, Pakistan, India, Jemen, Somalië, Soedan, Ethiopië, Eritrea |
| Hemidactylus forbesii                    | Boulenger, 1899                                                                     | Jemen (Socotra) |
| Hemidactylus foudaii                     | Baha El Din, 2003                                                                   | Egypte, Soedan, Eritrea |
| Hemidactylus fragilis                    | Calabresi, 1915                                                                     | Somalië, Ethiopië |
| Tjitjak (Hemidactylus frenatus)          | Duméril & Bibron, 1836                                                              | Zie artikel |
| Hemidactylus funaiolii                   | Lanza, 1978                                                                         | Kenia, Somalië |
| Hemidactylus garnotii                    | Duméril & Bibron, 1836                                                              | India, Bangladesh, Nepal, Bhutan, Thailand, Myanmar, Vietnam, Maleisië, China, Hongkong, Taiwan, Filipijnen, Indonesië, Maleisië, Nieuw-Guinea, Nieuw-Caledonië, Loyaliteitseilanden, Polynesië, Fiji, Samoa, Vanuatu, Cookeilanden, Tonga. Geïntroduceerd in de Verenigde Staten, Bahama's, Costa Rica, Guatemala, Colombia, Nieuw-Zeeland |
| Hemidactylus giganteus                   | Stoliczka, 1871                                                                     | India |
| Hemidactylus gleadowi                    | Murray, 1884                                                                        | Pakistan, India |
| Hemidactylus gracilis                    | Blanford, 1870                                                                      | India |
| Hemidactylus granchii                    | Lanza, 1978                                                                         | Somalië |
| Hemidactylus graniticolus                | Agarwal, Giri & Bauer, 2011                                                         | India |
| Hemidactylus granosus                    | Heyden, 1827                                                                        | Egypte, Saoedi-Arabië |
| Hemidactylus granti                      | Boulenger, 1899                                                                     | Jemen |
| Hemidactylus greeffii                    | Bocage, 1886                                                                        | Sao Tomé, Rolas |
| Hemidactylus gujaratensis                | Giri, Bauer, Vyas & Patil, 2009                                                     | India |
| Hemidactylus hajarensis                  | Carranza & Arnold, 2012                                                             | Oman |
| Hemidactylus hannahsabinae               | Ceriaco, Agarwal, Marques, & Bauer, 2020                                            | Angola |
| Hemidactylus hemchandrai                 | Dandge & Tiple, 2015                                                                | India |
| Hemidactylus homoeolepis                 | Blanford, 1881                                                                      | Jemen, mogelijk in Somalië |
| Hemidactylus hunae                       | Deraniyagala, 1937                                                                  | Sri Lanka |
| Hemidactylus imbricatus                  | Bauer, Giri, Greenbaum, Jackman, Dharne & Shouche, 2008                             | Pakistan |
| Hemidactylus inexpectatus                | Carranza & Arnold, 2012                                                             | Oman |
| Hemidactylus inintellectus               | Sindaco, Ziliani, Razzetti, Pupin & Grieco, 2009                                    | Jemen |
| Hemidactylus isolepis                    | Boulenger, 1895                                                                     | Ethiopië, Somalië, Soedan |
| Hemidactylus ituriensis                  | Schmidt, 1919                                                                       | Congo-Kinshasa |
| Hemidactylus jubensis                    | Boulenger, 1895                                                                     | Ethiopië, Somalië |
| Hemidactylus jumailiae                   | Busais & Joger, 2011                                                                | Jemen |
| Hemidactylus kamdemtohami                | Bauer & Pauwels, 2002                                                               | Gabon, Equatoriaal-Guinea, Kameroen |
| Hemidactylus kangerensis                 | Bhosale, Mirza & Patil, 2017                                                        | India |
| Hemidactylus karenorum                   | Theobald, 1868                                                                      | Myanmar, Vietnam |
| Hemidactylus kimbulae                    | Amarasinghe, Karunarathna, Campbell, Madawala & De Silva, 2021                      | Sri Lanka |
| Hemidactylus klauberi                    | Scortecci, 1948                                                                     | Somalië |
| Hemidactylus kolliensis                  | Agarwal, Bauer, Giri, & Khandekar, 2019                                             | India |
| Hemidactylus kundaensis                  | Trape & Chirio, 2012                                                                | Guinee |
| Hemidactylus kushmorensis                | Murray, 1884                                                                        | Pakistan |
| Hemidactylus kyaboboensis                | Wagner, Leaché & Fujita, 2014                                                       | India |
| Hemidactylus laevis                      | Boulenger, 1901                                                                     | Somalië |
| Hemidactylus lamaensis                   | Ullenbruch, Grell & Böhme, 2010                                                     | Benin |
| Hemidactylus lankae                      | Deraniyagala, 1953                                                                  | Sri Lanka |
| Hemidactylus lanzai                      | Šmíd, Mazuch, Nováková, Modry, Malonza, Abdirahman-elmi, Carranza & Moravec, 2020   | Ethiopië |
| Hemidactylus laticaudatus                | Andersson, 1910                                                                     | Ethiopië |
| Hemidactylus lavadeserticus              | Moravec & Böhme, 1997                                                               | Syrië |
| Hemidactylus lemurinus                   | Arnold, 1980                                                                        | Oman |
| Hemidactylus leschenaultii               | Duméril & Bibron, 1836                                                              | India, Sri Lanka, Pakistan, Oman |
| Hemidactylus longicephalus               | Bocage, 1873                                                                        | Angola, Congo-Kinshasa, Kameroen, Sao Tomé, Principe, Centraal-Afrikaanse Republiek, Namibië |
| Hemidactylus lopezjuradoi                | Arnold, Vasconcelos, Harris, Mateo & Carranza, 2008                                 | Kaapverdië |
| Hemidactylus luqueorum                   | Carranza & Arnold, 2012                                                             | Oman |
| Huisgekko (Hemidactylus mabouia)         | Moreau de Jonnès, 1818                                                              | Mali, Senegal, Centraal-Afrikaanse Republiek, Congo-Kinshasa, Ghana, Benin, Togo, Nigeria, Guinea, Zuid-Afrika, Zimbabwe, Tanzania, Kenia, Zambia, Gabon, Ethiopië, Eritrea, Kameroen, Swaziland, Mozambique, Sao Tomé, Principe, Tsjaad, Namibië, Angola, Soedan, Seychellen, Nosi Be, Nosy Fanihy, Nosy Mitsio, Nosy Sakatia, Nosy Tanikely, Mexico, Honduras, Costa Rica, Panama, Antillen, Trinidad, Tobago, Puerto Rico, Mona, Vieques, Culebra, Maagdeneilanden, Grand Cayman, Martinique, Cuba, Turks- en Caicoseilanden, Jamaica, Bermuda, Colombia, Ecuador, Peru, Bolivia, Brazilië, Frans-Guyana, Guyana, Suriname, geïntroduceerd in Venezuela, Paraguay, Argentinië, Uruguay, Verenigde Staten (Florida), Madeira |
| Hemidactylus macropholis                 | Boulenger, 1896                                                                     | Somalië, Ethiopië, Eritrea, Kenia |
| Hemidactylus maculatus                   | Duméril & Bibron, 1836                                                              | India |
| Hemidactylus makolowodei                 | Bauer, Lebreton, Chirio, Ineich & Talla Kouete, 2006                                | Kameroen, mogelijk in Nigeria |
| Hemidactylus malcolmsmithi               | Constable, 1949                                                                     | India |
| Hemidactylus mandebensis                 | Šmíd, Moravec, Kratochvíl, Nasher, Mazuch, Gvoždík & Carranza, 2015                 | Jemen |
| Hemidactylus masirahensis                | Carranza & Arnold, 2012                                                             | Oman |
| Hemidactylus matschiei                   | Tornier, 1901                                                                       | Togo, Nigeria |
| Hemidactylus megalops                    | Parker, 1932                                                                        | Somalië |
| Hemidactylus mercatorius                 | Gray, 1842                                                                          | Seychellen, Mauritius, Comoren, Madagaskar, Mozambique, Kitau, Farquhar, Malawi, geïntroduceerd in Réunion |
| Hemidactylus mindiae                     | Baha El Din, 2005                                                                   | Egypte, Jordanië |
| Hemidactylus minutus                     | Vasconcelos & Carranza, 2014                                                        | Oman, Jemen |
| Hemidactylus modestus                    | Günther, 1894                                                                       | Kenia |
| Hemidactylus montanus                    | Busais & Joger, 2011                                                                | Jemen |
| Hemidactylus mrimaensis                  | Malonza & Bauer, 2014                                                               | Kenia |
| Hemidactylus muriceus                    | Peters, 1870                                                                        | Liberia, Nigeria, Ghana, Togo, Benin, Guinea, Congo-Kinshasa, Congo-Brazzaville, Ivoorkust, Kameroen, Gabon, mogelijk in de Centraal-Afrikaanse Republiek |
| Hemidactylus murrayi                     | Gleadow, 1887                                                                       | India, Myanmar, Maleisië |
| Hemidactylus newtoni                     | Ferreira, 1897                                                                      | Equatoriaal-Guinea (Annobón) |
| Hemidactylus nicolauensis                | Vasconcelos, Köhler, Geniez, & Crochet, 2020                                        | Kaapverdië |
| Hemidactylus nzingae                     | Ceríaco, Agarwal, Marques, & Bauer, 2020                                            | Angola |
| Hemidactylus ophiolepis                  | Boulenger, 1903                                                                     | Ethiopië, Somalië |
| Hemidactylus ophiolepoides               | Lanza, 1978                                                                         | Somalië, Ethiopië |
| Hemidactylus oxyrhinus                   | Boulenger, 1899                                                                     | Jemen |
| Hemidactylus paaragowli                  | Srikanthan, Swamy, Mohan, & Pal, 2018                                               | India |
| Hemidactylus paivae                      | Ceríaco, Agarwal, Marques, & Bauer, 2020                                            | Angola |
| Hemidactylus palaichthus                 | Kluge, 1969                                                                         | Guyana, Venezuela, Suriname, Trinidad, Saint Lucia, Brazilië, Tobago, Camagüey (stad), Colombia |
| Hemidactylus parvimaculatus              | Deraniyagala, 1953                                                                  | Sri Lanka, Réunion, Mauritius, Rodrigues, Comoren, Maldiven, Mascarenen, India |
| Hemidactylus pauciporosus                | Lanza, 1978                                                                         | Somalië |
| Hemidactylus paucituberculatus           | Carranza & Arnold, 2012                                                             | Oman |
| Hemidactylus persicus                    | Anderson, 1872                                                                      | Iran, Irak, Saoedi-Arabië, Oman, Verenigde Arabische Emiraten, Bahrein, Koeweit, Qatar |
| Hemidactylus pfindaensis                 | Lobón-rovira, Conradie, Iglesias, Ernst, Veríssimo, Baptista & Pinto, 2021          | Angola |
| Hemidactylus pieresii                    | Kelaart, 1852                                                                       | Sri Lanka |
| Hemidactylus platycephalus               | Peters, 1854                                                                        | Somalië, Ethiopië, Kenia, Tanzania, Zambia, Zimbabwe, Mozambique, Malawi, Pemba, Zanzibar, Mafia, Anjoana, Comoren, Madagaskar |
| Platstaartgekko (Hemidactylus platyurus) | Schneider, 1797                                                                     | India, Bangladesh, Nicobaren, Nepal, Bhutan, China, Sri Lanka, Thailand, Maleisië, Myanmar, Vietnam, Cambodja, Papoea-Nieuw-Guinea, Filipijnen, Indonesië, Maleisië, Singapore, Oost-Timor, mogelijk in Taiwan, geïntroduceerd in de Verenigde Staten (Florida) |
| Hemidactylus prashadi                    | Smith, 1935                                                                         | India |
| Hemidactylus principensis                | Miller, Sellas & Drewes, 2012                                                       | Principe |
| Hemidactylus pseudomuriceus              | Henle & Böhme, 2003                                                                 | Ivoorkust, Kameroen, Congo-Brazzaville, Centraal-Afrikaanse Republiek |
| Hemidactylus pseudoromeshkanicus         | Torki, 2019                                                                         | Iran |
| Hemidactylus puccionii                   | Calabresi, 1927                                                                     | Somalië |
| Hemidactylus pumilio                     | Boulenger, 1899                                                                     | Jemen |
| Hemidactylus reticulatus                 | Beddome, 1870                                                                       | India |
| Hemidactylus richardsonii                | Gray, 1845                                                                          | Kameroen, Congo, Congo-Kinshasa, Gabon, Centraal-Afrikaanse Republiek |
| Hemidactylus rishivalleyensis            | Agarwal, Thackeray, & Khandekar, 2020                                               | India |
| Hemidactylus robustus                    | Heyden, 1827                                                                        | Egypte, Soedan, Eritrea, Ethiopië, Somalië, Kenia, Qatar, Irak, Iran, Pakistan, Jemen, Oman, Verenigde Arabische Emiraten |
| Hemidactylus romeshkanicus               | Torki, 2011                                                                         | Iran |
| Hemidactylus ruspolii                    | Boulenger, 1896                                                                     | Ethiopië, Somalië, Kenia |
| Hemidactylus saba                        | Busais & Joger, 2011                                                                | Jemen |
| Hemidactylus sahgali                     | Mirza, Gowande, Patil, Ambekar, & Patel, 2018                                       | India, Pakistan |
| Hemidactylus sankariensis                | Agarwal, Bauer, Giri, & Khandekar, 2019                                             | India |
| Hemidactylus sassanidianus               | Torki, 2019                                                                         | Iran |
| Hemidactylus sataraensis                 | Giri & Bauer, 2008                                                                  | India |
| Hemidactylus scabriceps                  | Annandale, 1906                                                                     | India, Sri Lanka |
| Hemidactylus shihraensis                 | Busais & Joger, 2011                                                                | Jemen |
| Hemidactylus sinaitus                    | Boulenger, 1885                                                                     | Jemen, Egypte, Soedan, Eritrea, Somalië, Ethiopië |
| Hemidactylus sirumalaiensis              | Khandekar, Thackeray, Pawar, & Agarwal, 2020                                        | India |
| Hemidactylus siva                        | Srinivasulu, Srinivasulu, & Kumar, 2018                                             | India |
| Hemidactylus smithi                      | Boulenger, 1895                                                                     | Somalië, Ethiopië |
| Hemidactylus somalicus                   | Parker, 1932                                                                        | Somalië, Ethiopië |
| Hemidactylus squamulatus                 | Tornier, 1896                                                                       | Kenia, Tanzania |
| Hemidactylus stejnegeri                  | Ota & Hikida, 1989                                                                  | Taiwan, China, Filipijnen, Vietnam |
| Hemidactylus sushilduttai                | Giri, Bauer, Mohapatra, Srinivasulu & Agarwal, 2017                                 | India |
| Hemidactylus tamhiniensis                | Khandekar, Thackeray & Agarwal, 2021                                                | India |
| Hemidactylus tanganicus                  | Loveridge, 1929                                                                     | Tanzania |
| Hemidactylus tasmani                     | Hewitt, 1932                                                                        | Zimbabwe |
| Hemidactylus taylori                     | Parker, 1932                                                                        | Somalië |
| Hemidactylus tenkatei                    | Lidth De Jeude, 1895                                                                | Indonesië, Oost-Timor |
| Hemidactylus thayene                     | Zug & McMahan, 2007                                                                 | Myanmar |
| Hemidactylus treutleri                   | Mahony, 2009                                                                        | India |
| Hemidactylus triedrus                    | Daudin, 1802                                                                        | Sri Lanka, India |
| Hemidactylus tropidolepis                | Mocquard, 1888                                                                      | Kenia, Somalië, Ethiopië |
| Europese tjitjak (Hemidactylus turcicus) | Linnaeus, 1758                                                                      | Portugal, Spanje, Frankrijk, Italië, Albanië, Griekenland, Malta, Kroatië, Bosnië en Herzegovina, Montenegro, Turkije, Marokko, Algerije, Tunesië, Libië, Egypte, Somalië, Eritrea, Soedan, Israël, Libanon, Jordanië, Syrië, Jemen, Irak, Saoedi-Arabië, Pakistan, India, Rusland, Canarische Eilanden, Panama, Puerto Rico, mogelijk in Belize, geïntroduceerd in Bermuda, Cuba, Mexico en de Verenigde Staten. |
| Hemidactylus ulii                        | Šmíd, Moravec, Kratochvíl, Gvoždík, Nasher, Busais, Wilms, Shobrak & Carranza, 2013 | Jemen |
| Hemidactylus vanam                       | Chaitanya, Lajmi, & Giri, 2018                                                      | India |
| Hemidactylus varadgirii                  | Chaitanya, Agarwal, Lajmi, & Khandekar, 2019                                        | India |
| Hemidactylus vernayi                     | Ceriaco, Agarwal, Marques, & Bauer, 2020                                            | Angola |
| Hemidactylus vietnamensis                | Darevsky, Kupriyanova & Roshchin, 1984                                              | Vietnam |
| Hemidactylus vijayraghavani              | Mirza, 2018                                                                         | India |
| Hemidactylus whitakeri                   | Mirza, Gowande, Patil, Ambekar, & Patel, 2018                                       | India |
| Hemidactylus xericolus                   | Lajmi, Giri, Singh, & Agarwal, 2020                                                 | India |
| Hemidactylus yajurvedi                   | Murthy, Bauer, Lajmi, Agarwal, & Giri, 2015                                         | India |
| Hemidactylus yerburii                    | Anderson, 1895                                                                      | Saoedi-Arabië, Jemen |